# Casino Riario
Casino Riario era um palacete localizado no interior da Villa Corsini alla Lungara, o atual Orto Botanico di Roma, no rione Trastevere de Roma. No alto do monte Janículo, ele foi demolido na década de 1890 para abrir espaço para a moderna Piazzale del Gianicolo, no centro da qual está o Monumento a Giuseppe Garibaldi. Entre os proprietários famosos do Casino está a rainha Cristina da Suécia, que guardava ali parte de sua coleção de obras de arte erótica (incluindo obras de Correggio, Annibale Carracci, Ticiano e Veronese).